# Jaque a la juventud
Jaque a la Juventud es una obra de teatro de Julia Maura, estrenada en 1965.

## Argumento
Laura y Tomas forman junto a sus tres hijos Quiquito, Loli y María una familia feliz.Pero esta felicidad es solo aparente, como se va demostrando a lo largo de la obra.Por un lado, Quiquito acaba de licenciarse en derecho pero no encuentra un trabajo para poder independizarse.Por otro lado a sus hermanas no les va mejor, Loli tiene un novio llamado Fito que es perito industrial pero no es del agrado de los padres por pertenecer a una clase inferior.Y Maria se ha quedado embarazada de un hombre casado.Para evitar la deshonra es obligada por sus padres a casarse con su primo Tano, quien por otro lado solo está interesado en el dinero de la familia .

## Estreno
- Teatro Club, Madrid, 10 de junio de 1965.
  - Dirección: Leandro Navarro.
  - Escenografía:D' Bohulanse.
  - Intérpretes: Pastora Peña , Javier Loyola , Lola Herrera, Jorge Vico, Pedro Osinaga sustituido por Daniel Dicenta, Florinda Chico, Marisa Naya, Manuel Saura.